# Holmenkollen

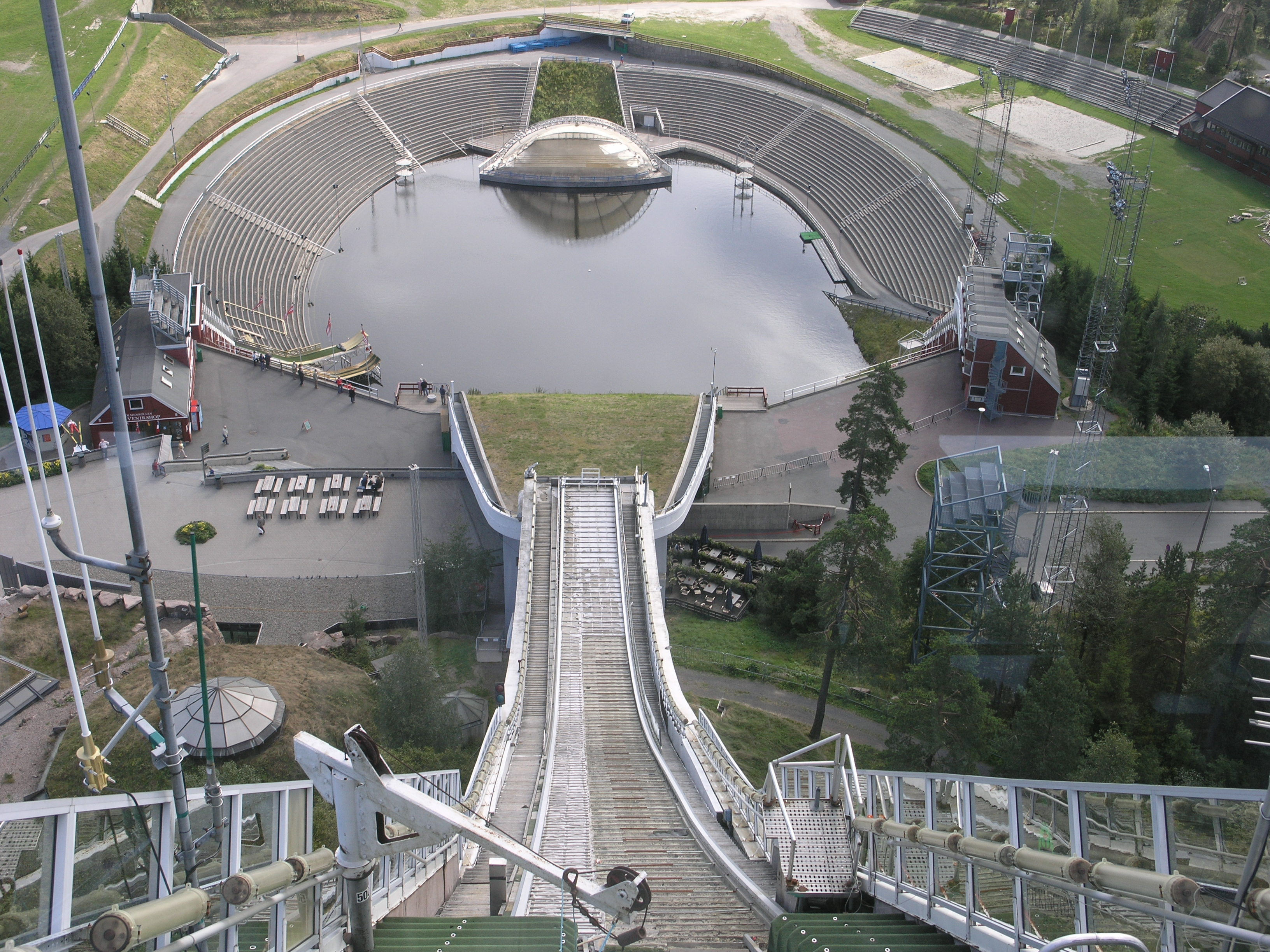
Vista dalla cima del trampolino

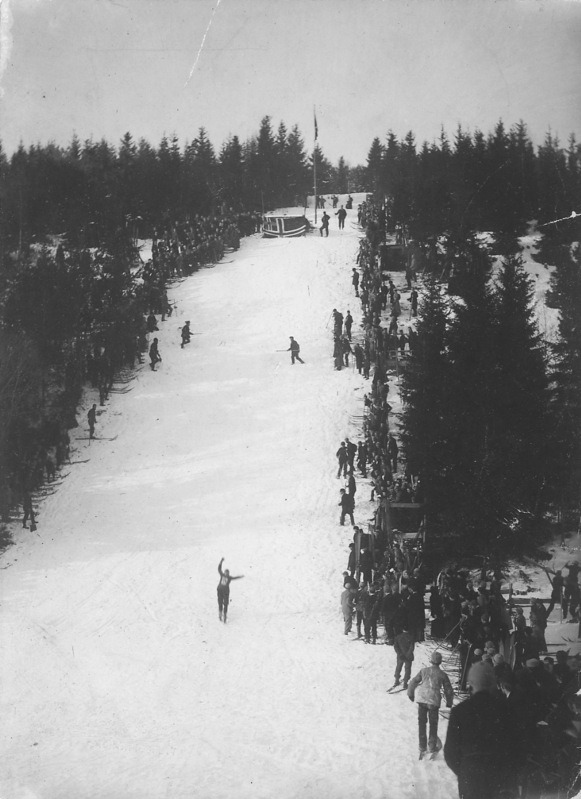
Il trampolino durante la prima edizione del Trofeo Holmenkollen, nel 1892

Holmenkollen è una collina che si trova nella parte nord di Oslo, la capitale della Norvegia.

## Manifestazioni sportive
Attrezzata, tra l'altro, con l'omonimo trampolino (Holmenkollbakken, il più antico trampolino per il salto con gli sci esistente al mondo), con uno stadio di biathlon e con numerose piste di sci di fondo, è uno dei principali centri norvegesi per la pratica dello sci nordico; dal 1892 organizza il Trofeo Holmenkollen (Holmenkollrennene o Holmenkollen skifestival), la più antica e rinomata competizione della disciplina. Fu la sede principale dei VI Giochi olimpici invernali di Oslo 1952.
Raggiungibile anche con la metropolitana, Holmenkollen è una delle mete preferite degli abitanti di Oslo per trascorrere il tempo libero. È anche una delle più importanti attrazioni turistiche della Norvegia, con oltre un milione di visitatori all'anno. Durante l'estate le piste diventano sentieri per passeggiate, a piedi o in bicicletta, attraverso il bosco.
A Holmenkollen si tengono regolarmente gare di Coppa del Mondo di salto con gli sci, di combinata nordica, di sci di fondo e di biathlon. Ha ospitato quattro edizioni dei Campionati mondiali di sci nordico (nel 1930, nel 1966, nel 1982 e nel 2011), e cinque dei Campionati mondiali di biathlon (nel 1986, nel 1990, nel 1999, nel 2000, nel 2002 e nel 2016).
Dalla stagione 2017-2018 a Holmenkollen si tiene anche uno slalom parallelo di sci alpino, maschile e femminile, che ha luogo il primo gennaio.